# Junior Mbida
Junior Bienvenu Mbida (Yaoundé, 14 gennaio 1990) è un cestista camerunese con cittadinanza francese.